# Luis Flores (basquetebolista)
Luis Alberto Flores (San Pedro de Macorís, 11 de abril de 1981) é um jogador de basquete profissional da República Dominicana, que atualmente joga pelo BC Krasnye Krylya Samara, da Rússia.